# Dyle (województwo lubelskie)
Dyle – wieś w Polsce położona w województwie lubelskim, w powiecie biłgorajskim, w gminie Biłgoraj.
| SIMC    | Nazwa      | Rodzaj    |
| ------- | ---------- | --------- |
| 0885955 | Cyncynopol | część wsi |

W latach 1975–1998 miejscowość administracyjnie należała do województwa zamojskiego. 
Wieś jest sołectwem w gminie Biłgoraj. Według Narodowego Spisu Powszechnego z roku 2011 wieś liczyła 178 mieszkańców i była 21. co do wielkości miejscowością gminy.
Wierni Kościoła rzymskokatolickiego należą do parafii św. Jadwigi Śląskiej w Hedwiżynie.

## Historia
Miejscowość założona w połowie XVIII wieku była własnością rodu Wisłockich. Istniejący we wsi folwark obejmował okoliczne wsie (Kajetanówka, Cyncynopol, Igniatówka, Rapy) i składał się z 53 budowli drewnianych i 17 murowanych, razem licząc ok. 1375 mórg. W XIX wieku folwark tworzyła gorzelnia (stojąca do dzisiaj), browar, wiatrak oraz kopalnia i piec wapienny wypalający 250 korcy wapna tygodniowo. Od 1830 roku właścicielem wsi był Karol Wisłocki. W tym samym roku urodziła się tu córka Karola i Leokadii z hrabiów Drochowieckich. Ostatnimi właścicielami Dyl byli dziedzic Rzewuski i Wacław Matraś. Podczas okupacji niemieckiej w czasie II wojny światowej w Dylach istniał obóz przejściowy, w którym więziono Polaków i Żydów. Więźniowie mieszkający w drewnianych barakach, byli wykorzystywani do pracy w niedalekim kamieniołomie w Gliniskach (dzisiaj Hedwiżyn).